# 田村松平
田村 松平（たむら まつへい、1904年2月6日 - 1994年9月24日）は日本の物理学者。

## 来歴
愛知県出身。京都帝国大学理学部物理学科卒業。京都大学理学部教授。1968年定年退官、名誉教授。スコラ哲学を経て誕生した物理学に詳しい。

## 主な著書
- 『量子論』弘文堂 教養文庫 1939
- 『大物理学者 第1 ウイリアム・タムソン,ジェームス・クラーク・マックウェル』弘文堂書房 教養文庫 1948
- 『プランク』弘文堂 科学史をつくる人々 1950

### 共著編
- 『科学人名辞典』編 弘文堂 アテネ文庫 1951
- 『物理学通論』湯川秀樹共著、大明堂、1955-1962年
- 『演習物理』編 ミネルヴァ書房 1956

### 翻訳
- P.G.ベルクマン『相対性理論序説』細江正尚共訳 三一書房 1949
- ハイゼンベルク『自然科学的世界像』みすず書房 1953
- 『世界の名著 9 ギリシアの科学』責任編集 中央公論社 1972 責任編集
- マルクス・フィールツ『力学の発展史』喜多秀次共訳 みすず書房 1977